# Nosodendron
Nosodendron är ett släkte av skalbaggar som beskrevs av Pierre André Latreille 1804. Nosodendron ingår i familjen almsavbaggar.

## Bildgalleri

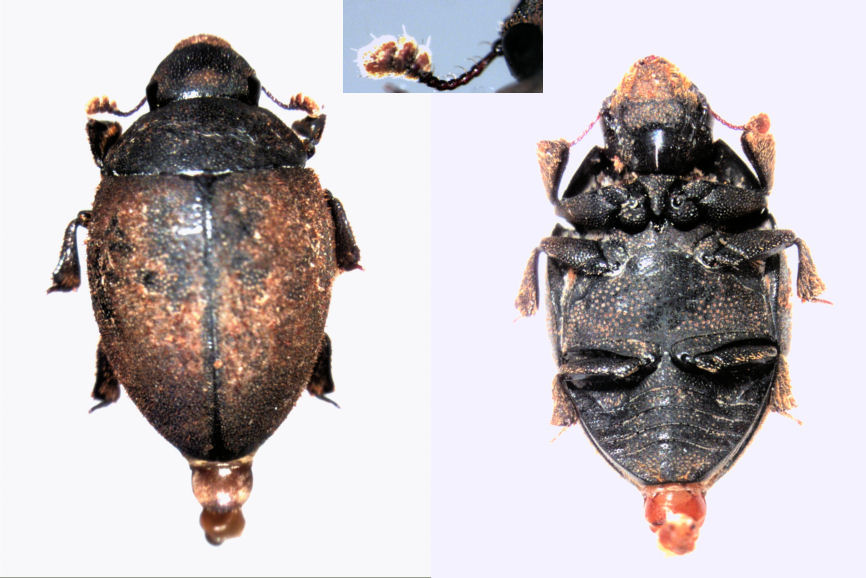

## Dottertaxa tillNosodendron, i alfabetisk ordning[1][2]
- Nosodendron africanum
- Nosodendron agaboides
- Nosodendron angelum
- Nosodendron asiaticum
- Nosodendron australe
- Nosodendron australicum
- Nosodendron batchianum
- Nosodendron bilyi
- Nosodendron boliviense
- Nosodendron bucki
- Nosodendron californicum
- Nosodendron calvum
- Nosodendron celebense
- Nosodendron ceylanicum
- Nosodendron chelonarium
- Nosodendron coenosum
- Nosodendron derasum
- Nosodendron disjectum
- Nosodendron dybasi
- Nosodendron elongatum
- Nosodendron fasciatum
- Nosodendron fasciculare
- Nosodendron fijiense
- Nosodendron glabratum
- Nosodendron grande
- Nosodendron hageni
- Nosodendron helferi
- Nosodendron hispidum
- Nosodendron horaki
- Nosodendron incognitum
- Nosodendron indicum
- Nosodendron interruptum
- Nosodendron jakli
- Nosodendron kalimantanus
- Nosodendron latifrons
- Nosodendron latum
- Nosodendron leechi
- Nosodendron lentum
- Nosodendron loebli
- Nosodendron madagascariense
- Nosodendron marginatum
- Nosodendron mediobasale
- Nosodendron mexicanum
- Nosodendron nepalense
- Nosodendron niasense
- Nosodendron nitidum
- Nosodendron nomurai
- Nosodendron oblongum
- Nosodendron ovatum
- Nosodendron pauliani
- Nosodendron politum
- Nosodendron prudeki
- Nosodendron punctatostriatum
- Nosodendron punctulatum
- Nosodendron reichardti
- Nosodendron ritsemae
- Nosodendron sikkimense
- Nosodendron slipinskii
- Nosodendron smetanai
- Nosodendron strigiferum
- Nosodendron subtile
- Nosodendron testudinum
- Nosodendron thompsoni
- Nosodendron tiomanense
- Nosodendron tonkineum
- Nosodendron tritavum
- Nosodendron unicolor
- Nosodendron vestitum
- Nosodendron zealandicum